# Deutsches Versicherungsmuseum Ernst Wilhelm Arnoldi
Das Deutsche Versicherungsmuseum Ernst Wilhelm Arnoldi ist ein versicherungshistorisches Museum in Gotha (Thüringen). Es hat seinen Sitz in der Bahnhofstraße 3a, im ehemaligen Direktionsgebäude der Gothaer Lebensversicherungsbank. Es wird im Auftrag der Stadt Gotha von dem gleichnamigen Förderverein des Versicherungsmuseums betrieben.

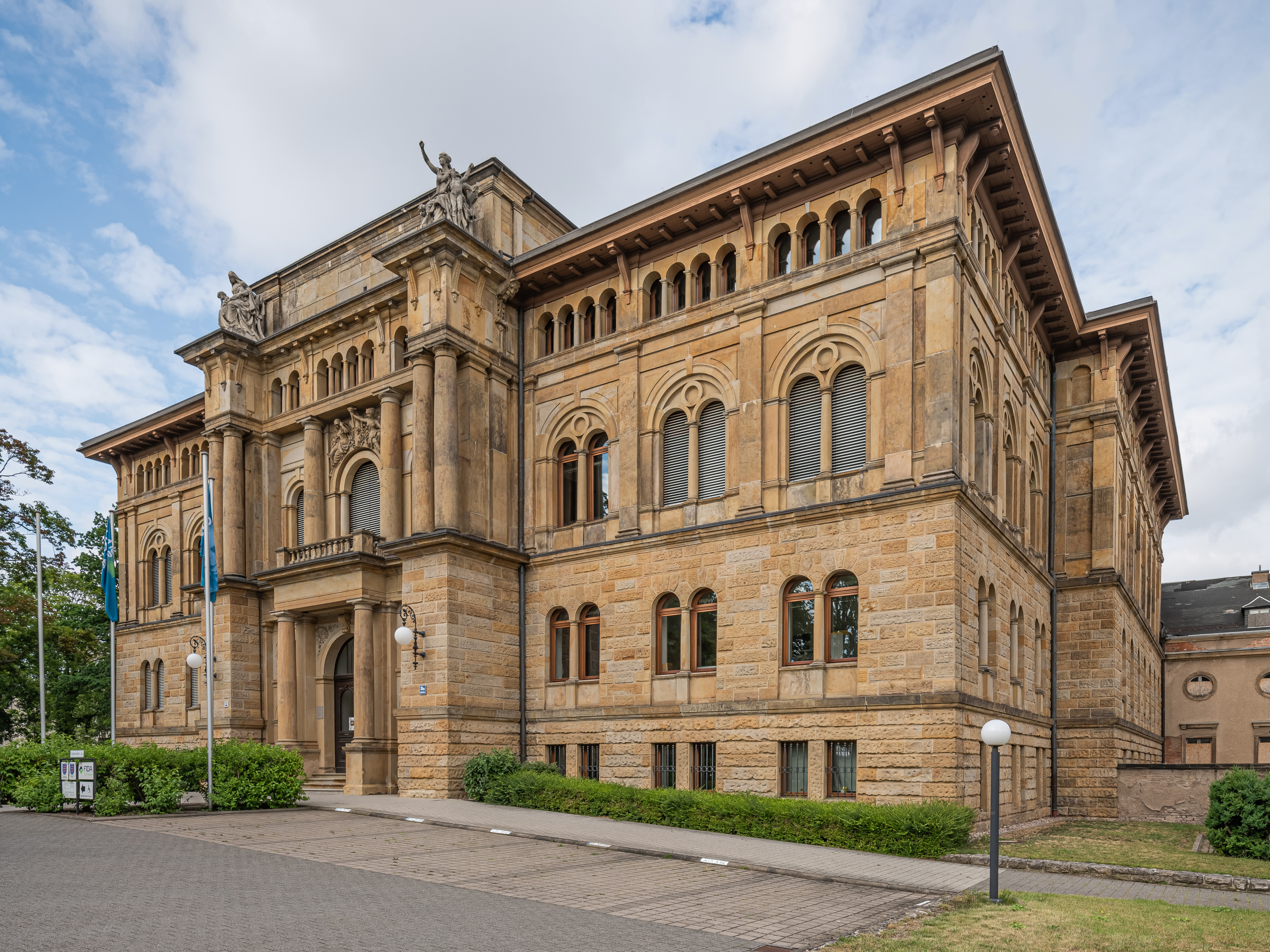
Im ehemaligen Gebäude der Gothaer Lebensversicherungsbank hat heute auch das Deutsche Versicherungsmuseum E.W. Arnoldi seinen Sitz.

## Gebäude
Das Versicherungsmuseum ist im Wesentlichen im Obergeschoss des Gebäudes untergebracht, das von 1894 bis 1946 Sitz der Gothaer Lebensversicherungsbank war. Entworfen wurde das an die italienische Frührenaissance erinnernde Gebäude von Baurat Bruno Eelbo. In den Jahren 1921 bis 1923 erhielt es einen Erweiterungsbau nach Plänen des Münchener Architekten German Bestelmeyer.
Im Inneren des Bauwerks sind neben dem im historisierenden Stil gehaltenen Sitzungssaal (jetzt Ausstellungsraum des Versicherungsmuseums) vor allem die drei ab 1904 geschaffenen Reliefs aus Carrara-Marmor des Bildhauers Adolf Lehnert im Treppenhaus bemerkenswert, welche ausgewählte Altersstufen des Menschen versinnbildlichen und damit einen Bezug zur Lebensversicherung herstellen.
Das vom Zweiten Weltkrieg weitgehend verschont gebliebene Gebäude nahm ab 1947 zwei Bereiche der späteren Staatlichen Versicherung der DDR auf, eine Technische Station mit Großrechnern sowie eine Maschinelle Abwicklung, in denen die Vor- und Nachbereitungsarbeiten zur elektronischen Verarbeitung von Daten erledigt wurden. Nach der politischen Wende ab 1990 wurde das Gebäude von den Gothaer Versicherungen zurückerworben. Es wurde unter Wahrung seines historischen Ambientes restauriert und modernisiert und beherbergt inzwischen überwiegend das Thüringer Finanzgericht sowie das Sozialgericht Gotha.
Seit Mai 2020 steht vor dem Gebäude eine Stele mit dem Bronzekopf von Ernst Wilhelm Arnoldi, ein Werk des Münchener Bildhauer Max Hoene. Ursprünglich hatte dieses Denkmal seit 1958 seinen Platz vor dem Direktionsgebäude der Gothaer Versicherungen in Göttingen und wurde nach Gotha umgesetzt.

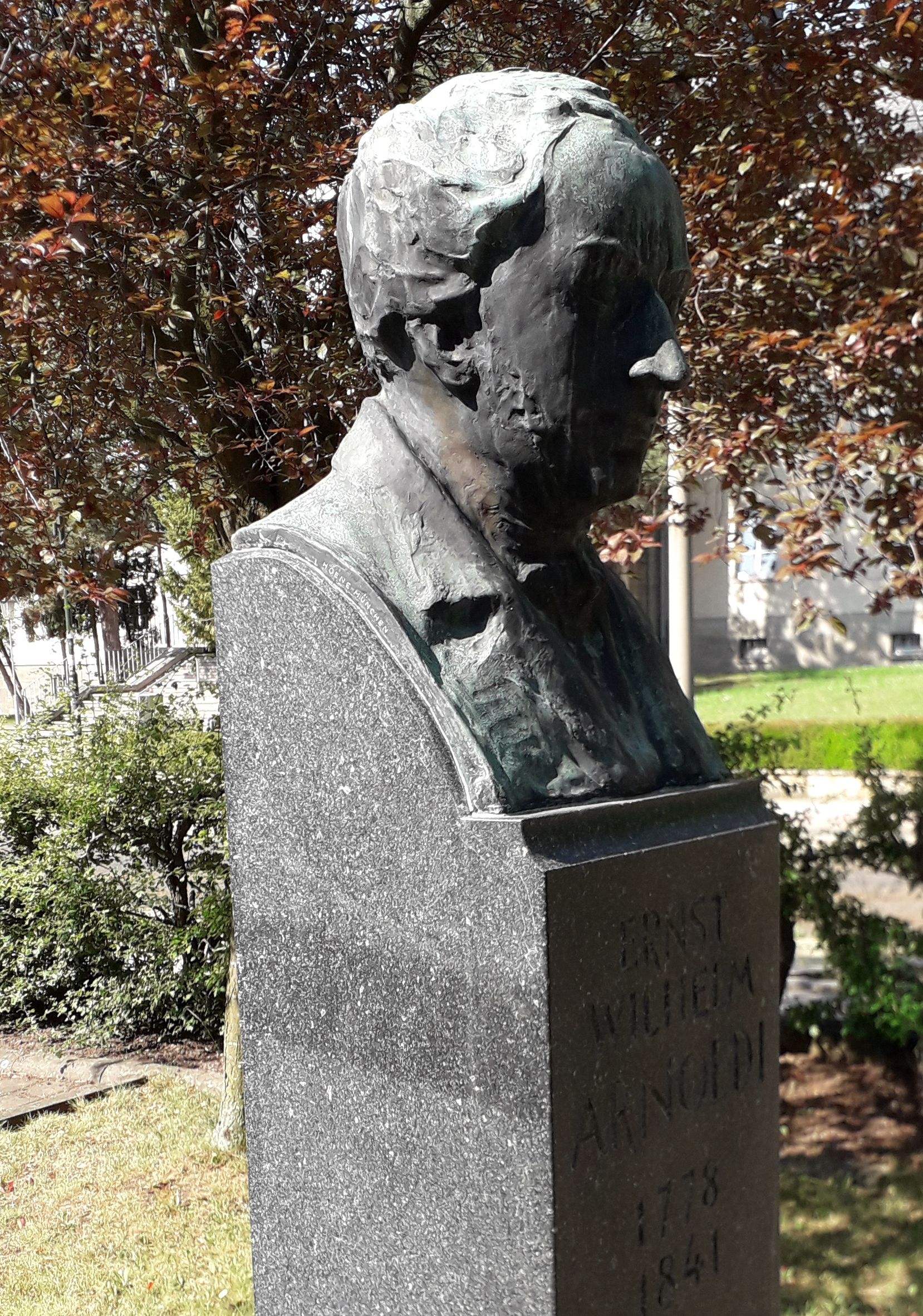
Bronzebüste Ernst Wilhelm Arnoldis vor dem Museum; ein Werk des Bildhauers Max Hoene (1958)

## Geschichte
Das Deutsche Versicherungsmuseum Ernst Wilhelm Arnoldi wurde am 18. Mai 2009 eröffnet. Es steht in der Nachfolge des Museums der deutschen Versicherungswirtschaft (ursprünglich Gothaer Haus der Versicherungsgeschichte), das im selben Gebäude 1998 eröffnet und im Jahr 2006 geschlossen wurde.
Das Vorgänger-Museum wurde von den Gothaer Versicherungen als „Gothaer Haus der Versicherungsgeschichte“ am 17. September 1996 einem größeren Publikum vorgestellt. Die offizielle Eröffnung fand am 3. Juni 1998 statt. Auf Initiative des Vereins Deutscher Lebensversicherer erfolgte 2006 eine Umbenennung in Museum der deutschen Versicherungswirtschaft, um eine bessere Unterstützung durch den Gesamtverband der Deutschen Versicherungswirtschaft e.V. zu erreichen. Dies wurde aber von dessen Präsidium abschlägig beschieden. Daraufhin beendeten die Gothaer Versicherungen ihr alleiniges Engagement zur Finanzierung des Museums und schlossen die Ausstellung mit Ablauf des Jahres 2006.
Das Museum hatte seine Ausstellungsräume im gesamten Untergeschoss des Gebäudes Bahnhofstraße 3a. Als Grundlage der Ausstellung diente eine material- und traditionsreiche versicherungsgeschichtliche Sammlung der Gothaer Versicherungen. Nach der Schließung im Jahr 2006 waren die Räume bis zur endgültigen Auflösung Anfang 2009 weitgehend ungenutzt, bis die Exponate im Wesentlichen zur Direktion der Gothaer Versicherungen nach Köln verlagert wurden. Nur ein kleiner Bestand blieb auf Initiative des Gothaer Oberbürgermeisters Knut Kreuch in Gotha und bildete den Grundstock für das neu zu eröffnende Versicherungsmuseum, das damit auch seinen jetzigen Namen erhielt.

## Aktuelle Ausstellung

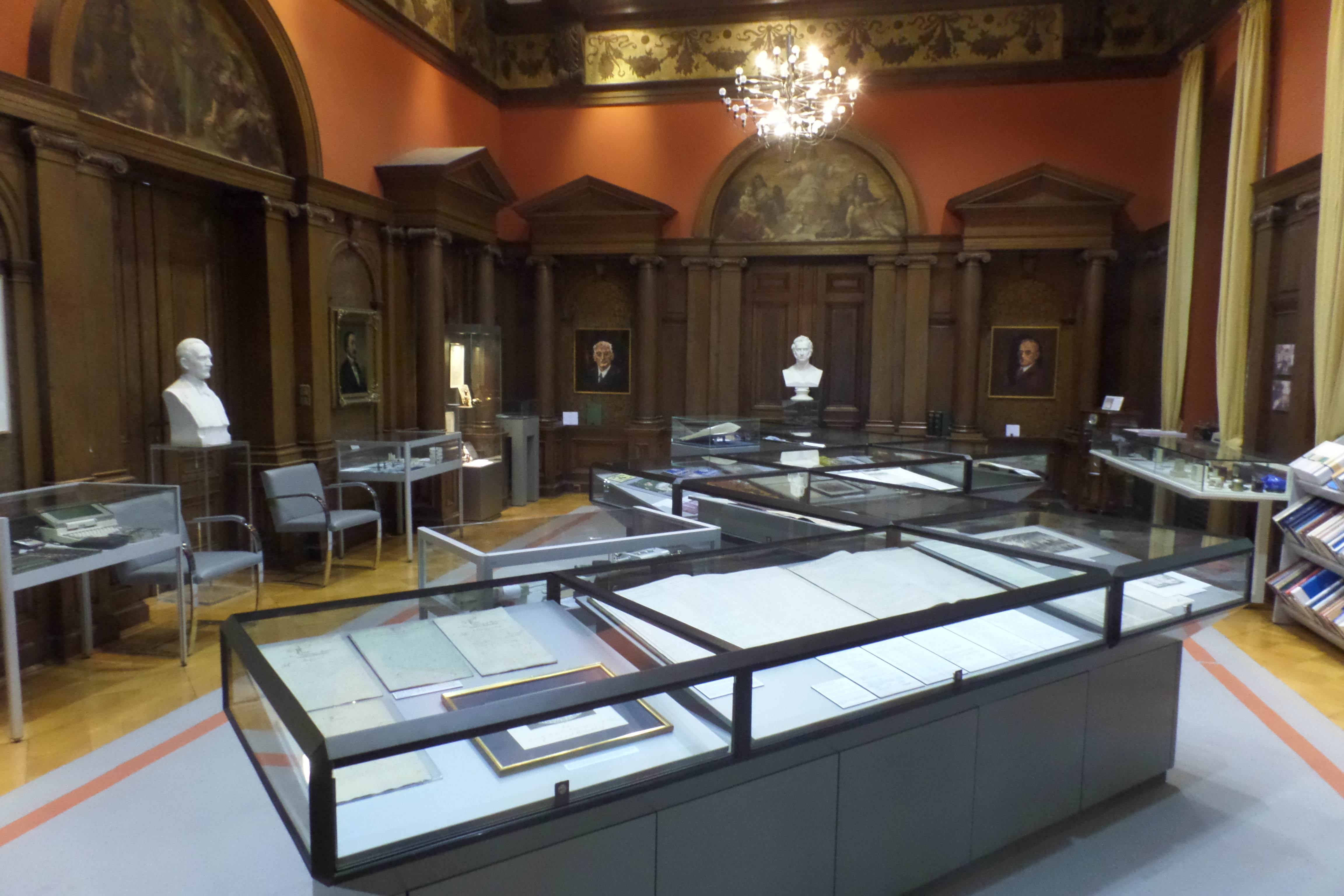
Einer der Ausstellungsräume

Das Museum zeigt einerseits Dokumente zu Ernst Wilhelm Arnoldi, dem Begründer der Feuerversicherungsbank (1820) und der Lebensversicherungsbank (1827) in Gotha, andererseits die Entwicklung der deutschen Versicherungswirtschaft, ausgehend von den Ideen Arnoldis. Zu den Besonderheiten im Versicherungsmuseum zählen unter anderem eine Dokumentation des Stadtbrandes von Hamburg 1842, eine Sammlung von Sparuhren aus der ersten Hälfte des 20. Jahrhunderts sowie mechanische und elektronische Arbeitsmittel für Innen- und Außendienstmitarbeiter aus verschiedenen Epochen.
Die Ausstellungsstücke im Deutschen Versicherungsmuseum beschränkten sich anfangs nur auf die in Gotha verbliebenen Leihgaben der Gothaer Versicherungen in Köln. Im Laufe der Zeit erhielt der Förderverein des Museums Dokumente, Bücher und Gemälde überwiegend aus privater Hand geschenkt, die archiviert wurden und wechselnd in die Ausstellung integriert werden. Schließlich konnte der Förderverein auch aus eigenen Mitteln und durch Unterstützung von Sponsoren Exponate ankaufen.
Die Ausstellung wurde im ehemaligen Arbeitszimmer der Generaldirektoren der Lebensversicherungsbank sowie im Sitzungssaal der Direktoren eingerichtet. Außerdem finden sich zahlreiche Exponate im Erdgeschoss des Gebäudes, im Innenhof sowie auf der Galerie des Hauses. Außerdem werden im Bereich des Erdgeschosses Sonderausstellungen gezeigt.

## Bibliothek
Der Förderverein des Versicherungsmuseums betreibt im Untergeschoss des Gebäudes ein Archiv, in dem Materialien zur Versicherungsgeschichte vor allem aus Schenkungen ihren Platz gefunden haben. Die Bibliothek beinhaltet einen umfangreichen Bestand versicherungswissenschaftlicher, versicherungsrechtlicher und versicherungshistorischer Literatur, ebenfalls überwiegend aus Schenkungen. Als jeweils in sich geschlossene Bestände verwahrt der Förderverein in seiner Bibliothek die folgenden Sammlungen:
- Archiv Peter Koch: Es handelt sich dabei um Bücher, Aufsätze, Manuskripte und dokumentarisches Material, das der Jurist, Versicherungswissenschaftler und -praktiker sowie bedeutende Versicherungshistoriker Peter Koch zusammengetragen hatte.
- Sammlung Wolfgang Peiner: Der frühere Vorstandsvorsitzende der Gothaer Versicherungen und spätere Hamburger Wirtschaftssenator hat rund 450 Fest- und Jubiläumsschriften von Versicherungsgesellschaften gesammelt.
- Sammlung Herbert Stockmann: Vom langjährigen Gesellschaftsarzt der Gothaer Lebensversicherung ist aus den Zeiten, in denen es noch keine Computer gab, die komplette Arztbibliothek und sonstiges Arbeitsmaterial erhalten geblieben.
- Gemäldesammlung Gerrit Winter: Der ehemalige Direktor des Instituts für Versicherungswissenschaft der Universität Hamburg hatte schon früh seine Leidenschaft als Porträtmaler perfektioniert. Von ihm stammen mehrere Gemälde wichtiger Personen aus der Versicherungswirtschaft, die auch wechselnd in der Ausstellung gezeigt werden.

## Persönlichkeiten
Im Museum werden ausgewählte Persönlichkeiten gewürdigt, die für die Historie der Versicherungswirtschaft von Bedeutung waren. Dazu zählen neben Ernst Wilhelm Arnoldi, Georg Florschütz, Kurt Jannott, Franz Kafka und Peter Koch. Zum Wirken dieser Personen sind auf der Website des Deutschen Versicherungsmuseums detaillierte Informationen abrufbar.

## Förderverein
2009 wurde der „Förderverein Deutsches Versicherungsmuseum Ernst Wilhelm Arnoldi“ in Gotha gegründet, mit dem Zweck, das Museum zu betreiben und zu fördern.